# نیبور ۳۲۸۴
سیارک ۳۲۸۴ (به انگلیسی: 3284 Niebuhr، نامگذاری:1953NB) سه هزار و دویست و هشتاد و چهارمین سیارک کشف شده‌است که در ۱۳ ژوئیه ۱۹۵۳ کشف شد.
قدر مطلق سیارک برابر ۱۲٫۹۰ است.